# مارسلو آپاریسیو متئوس
مارسلو آپاریسیو متئوس (انگلیسی: Marcelo Aparicio Mateos؛ زادهٔ ۲۵ دسامبر ۱۹۸۰) بازیکن فوتبال اهل ایتالیا است.
از باشگاه‌هایی که در آن بازی کرده‌است می‌توان به باشگاه فوتبال آلساندریا و باشگاه فوتبال ونتزیا اشاره کرد.